# Forshaga-Munkfors församling
Forshaga-Munkfors församling är en församling som ligger i Forshaga och Munkfors kommuner i Värmlands län och utgör ett eget pastorat i Södra Värmlands kontrakt i Karlstads stift. Församlingen är den enda i Sverige som omfattar två hela kommuner.

## Administrativ historik
Församlingen bildades 1 januari 2013 genom sammanläggning av Forshaga och Ulleruds församlingar (båda inom Forshaga kommun) samt Munkfors-Ransäters församling (inom Munkfors kommun). Församlingen hade två församlingskoder till 2021, en för vardera kommun. Numera finns det ingen församlingskod med Munkfors kommunkod 1762 i.

## Kyrkor

### I Forshaga kommun
- Forshaga kyrka
- Nedre Ulleruds kyrka
- Övre Ulleruds kyrka

### I Munkfors kommun
- Munkfors kyrka
- Ransäters kyrka